# Pseudomys nanus
Pseudomys nanus är en däggdjursart som först beskrevs av Gould 1858.  Pseudomys nanus ingår i släktet australmöss, och familjen råttdjur. IUCN kategoriserar arten globalt som livskraftig. Inga underarter finns listade i Catalogue of Life.
Denna gnagare blir 8 till 14 cm lång (huvud och bål) och har en 7 till 12 cm lång svans. Honor är med en vikt upp till 63 g lite lättare än hannar som kan väga 73 g. Ovansidan är täckt av mjuk samt ljus orangebrun päls och på undersidan finns vit päls. Öronen är bruna och svansen bär hår men de bildar inget tjockt täcke så att huden är synlig. Djuret har ganska korta extremiteter.
Arten förekommer i norra Australien och på tillhörande australiska öar. Den lever i regioner med sandig jord eller med jordarter av vulkaniskt ursprung. Utbredningsområdet är täckt av gräs eller av några eukalyptusväxter.
Honan är 22 till 24 dagar dräktig och föder tre till fem ungar per kull. Pseudomys nanus sover på dagen i bon som byggs av gräs och den letar på natten efter föda. Födan utgörs främst av frön och gräs. Honor kan bli brunstiga under alla årstider men de flesta ungar föds under regntiden. Antagligen kan honan para sig igen kort efter ungarnas födelse. Ungarna är under de första dagarna fästade vid en spene och följer med under utflykter. Några unga honor kan para sig när de är 40 dagar gamla. Pseudomys nanus bildar inga flockar som andra australmöss och mellan hannar kan strider uppstå.